# Arthrorhynchus cyclopodiae
Arthrorhynchus cyclopodiae är en svampart som beskrevs av Thaxt. 1901. Arthrorhynchus cyclopodiae ingår i släktet Arthrorhynchus och familjen Laboulbeniaceae.   Inga underarter finns listade i Catalogue of Life.